# Fântâna Vioara Spartă

Fântâna Vioara Spartă în 2011

Fântâna Vioara Spartă este un monument de for public din București, instalat în "parcul Colțea", între Palatul Ministerului Agriculturii și Spitalul Colțea. Monumentul constă dintr-o fântână de mari dimensiuni, în mijlocul căreia se află o vioară de bronz dezmembrată. Pe soclu este fixată o placă de bronz cu inscripția: "VIOLINO SPACCATO" (în italiană Vioara Spartă) Autor: Domenica Regazzoni. Primăria sectorului 3. Monumentul ilustrează forța invincibilă a muzicii, care eliberează energiile sonore din carcasa materială a instrumentului, cu prețul dezagregării materiei.

## Autoritatea contractantă
Administrația Monumentelor și Patrimoniului Turistic, a atribuit prin licitația publică numărul 35253/28.06.2008, artistului plastic Ioan Bolborea contractul în valoare de 2900000.00 RON fără TVA pentru realizarea monumentului de for public Vioara Spartă, din material definitiv bronz, cu înălțimea de 5 m, în atelierul sculptorului și montarea monumentului în Zona Colțea.

## Realizarea și amplasarea
Vioara, cu o greutate de 7 tone, a fost realizată de artistul Ioan Bolborea, după o schiță de 20 de centimetri a artistei italiene Domenica Regazzoni, autoarea unui ciclu de sculpturi reprezentând viori. Cea din contract este de tipul «Vioară spartă», pentru că elementele ei principale sunt desfăcute. Ioan Bolborea a mărit lucrarea la scară și a turnat-o în bronz. 

Fântâna Vioara Spartă în 2016

În scopul montării monumentului, în vara anului 2009 Parcul Colțea a fost trecut din administrarea ALPAB (Administrația Lacuri, Parcuri și Agrement București) în grija Consiliului Local Sector 3. Lucrările de remodelare a parcului și montare a sculpturii s-au desfășurat la numai doi ani de la amenajările făcute în parc de către ALPAB, pentru care a cheltuit 730.000 de lei. În anul 2009, în Parcul Colțea s-au refăcut instalațiile și traseele sistemului de irigații, precum și pompele fântânii centrale. S-au schimbat plăcile sparte ale pavajului și cuvei fântânii, precum ale treptelor dinspre stația de metrou Universitate, iar în zonele verzi s-au plantat rulouri cu gazon. În centrul fântânii arteziene a fost amplasată lucrarea de artă „Sufletul Viorii“ a artistei Domenica Regazzoni, turnată în bronz de artistul Ion Bolbocea.
De fiecare parte a viorii s-a montat câte o construcție metalică alcătuită din trei elemente fiecare, destinate a forma împreună o perdea de apă, cu rolul de a împrospăta aerul.
La un moment dat, fântâna a fost dezafectată, perdeaua de apă și celelalte elemente decorative au fost îndepărtate iar pe locul bazinului a fost amenajată o platformă pentru susținerea de spectacole în aer liber.

## Răzgândiri
Inițial, pe acest amplasament s-a intenționat ridicarea monumentului „Căruța cu paiațe”, dar, la presiunea Ministerului Culturii, aceasta a fost montată peste drum, în fața Teatrului Național „Ion Luca Caragiale”.
Apoi, în 2007, pentru această locație, Administrația Lacuri Parcuri și Agrement București anunțase o Licitație Publică pentru Ansamblu fântână "Lira Esedra", spațiu verde, sistem de irigații și sistem de iluminat, deoarece Primarul Capitalei a comandat un studiu de fezabilitate în vederea montării unei fântâni după un model pe care îl văzuse prin Elveția, denumită romantic: Lira Esedra.
În ianuarie 2014, Consiliul General al Primăriei Capitalei a întocmit un proiect de hotărâre ce viza reconstruirea monumentului lui Ion C. Brătianu și amplasarea acestuia tot în Piața Universității, în care se aflase inițial, însă nu în rondul central, ci între Palatul Ministerului Agriculturii și Spitalul Colțea, în „parcul Colțea”, unde se află în prezent fântâna Vioara Spartă.

## Domenica Regazzoni
Domenica Regazzoni, născută în 1953, este originară din Cortenova, tatăl ei fiind lutier. Prin sculptura ei, artista dorește să comunice ideea de forță a muzicii. Aceeași temă o au și sculpturile:
- “Contorno di violino” (Schiță de vioară), sculptură în lemn de arțar, din 2004.
- “Violino scomposto” (Vioară descompusă), sculptură în lemn de arțar și brad, din 2006.
- “Violino spaccato” (Vioară spartă) n. 2 (Brown), 2006, sculptură în bronz, 45x26x9 cm.